# Cincinnati Stingers
I Cincinnati Stingers sono stati una squadra di hockey su ghiaccio della World Hockey Association con sede nella città di Cincinnati, nello stato dell'Ohio. Nacquero nel 1975 e si sciolsero nel dicembre del 1980 a metà campionato dopo essersi trasferiti nella Central Hockey League. Disputarono i loro incontri casalinghi presso il Riverfront Coliseum.

## Storia
Nel 1974 la WHA concesse una nuova franchigia alla città di Cincinnati, portando così per la prima volta una squadra professionistica di hockey in città. Gli Stingers esordirono nella stagione 1975-76 insieme ai Denver Spurs. Nonostante i problemi finanziari di numerose formazioni gli Stingers riuscirono a raggiungere una certa stabilità al punto da essere l'unica dei cinque expansion team a sopravvivere alla fine della WHA. Tuttavia la squadra fu esclusa dalle trattative sulla fusione WHA-NHL avvenuta nell'estate del 1979. La WHA insistette sul mantenere tre squadre canadesi mentre alle formazioni statunitensi restava un'ultima possibilità, alla fine concessa ai New England Whalers.
Conclusa l'esperienza in WHA gli Stingers e i Birmingham Bulls ricevettero una somma come indennizzo per la fine delle attività. Nella stagione 1979-80 cercarono di rinascere all'interno della Central Hockey League tuttavia la squadra si sciolse a metà stagione.

### Affiliazioni
Nel corso della loro storia i Cincinnati Stingers sono stati affiliati alle seguenti franchigie della National Hockey League:
- Hartford Whalers: (1979-1980)

## Record stagione per stagione
| Cincinnati Stingers (WHA) |         |    |    |    |   |    |     |     |    |                                   |
| 1975-76                   | Eastern | 80 | 35 | 44 | 1 | 71 | 285 | 340 | 4° |                                   |
| 1976-77                   | Eastern | 81 | 39 | 37 | 5 | 83 | 354 | 303 | 2° | perde 1º turno (Indianapolis) 0-4 |
| 1977-78                   | WHA     | 80 | 35 | 42 | 3 | 73 | 298 | 332 | 7° |                                   |
| 1978-79                   | WHA     | 80 | 33 | 41 | 6 | 72 | 274 | 284 | 5° | perde 1º turno (New England) 1-2  |
| Cincinnati Stingers (CHL) |         |    |    |    |   |    |     |     |    |                                   |
| 1979-80                   | CHL     | 33 | 11 | 21 | 1 | 23 | 108 | 151 | -  | squadra sciolta                   |

## Record della franchigia

### Singola stagione
Gol: 59  Robbie Ftorek (1977-78)
Assist: 77  Robbie Ftorek (1978-79)
Punti: 116  Robbie Ftorek (1978-79)
Minuti di penalità: 241  Paul Stewart (1977-78)

### Carriera
Gol: 131  Rick Dudley
Assist: 146  Rick Dudley
Punti: 277  Rick Dudley
Minuti di penalità: 516  Rick Dudley
Partite giocate: 270  Rick Dudley

## Palmarès

### Premi individuali
- Dennis A. Murphy Trophy: 1

Ron Plumb: 1976-1977